# تشارلي فليتشر
تشارلي فليتشر (بالإنجليزية: Charlie Fletcher)‏ (28 أكتوبر 1905 في المملكة المتحدة - 1980 في المملكة المتحدة) هو لاعب كرة قدم بريطاني (وحمل سابقاً جنسية المملكة المتحدة لبريطانيا العظمى وأيرلندا) في مركز جناح ‏. لعب مع إيبسويتش تاون وكريستال بالاس ونادي برينتفورد ونادي بليموث أرجايل ونادي بيرنلي ونادي ليتون أورينت وMerthyr Town F.C. ‏.